# Marcel Lefebvre
Marcel-François Marie Joseph Lefebvre C.S.Sp. F.S.S.P.X. (29 tháng 11 năm 1905 – 25 tháng 3 năm 1991) là một tổng giám mục người Pháp của Giáo hội Công giáo. Ông được biết đến chủ yếu với vai trò đấng sáng lập Huynh đoàn Thánh Pius X, một hội dòng với sứ mạng đào tạo các chủng sinh theo thể thức bảo thủ Công giáo. Ông từng tham gia phác thảo và chuẩn bị tài liệu phục vụ cho Công đồng đại kết Vaticano II (1962–1965) do Giáo tông Ioannes XXIII triệu tập. Ông là một trong những lãnh đạo chủ chốt của khối Thủ cựu và từng phản đối một số sửa đổi về đường lối hoạt động của Hội thánh trong khuôn khổ Công đồng đại kết Vaticano II, trong đó bao gồm cả các kiến nghị cải cách của Dòng Chúa Thánh Thần do ông phụ trách với vai trò Bề trên Tổng quyền.
Vào năm 1988, Tổng giám mục Lefebvre đã truyền chức giám mục cho 4 giáo sĩ thuộc Huynh đoàn Thánh Pius X để tiếp quản các hoạt động của hội dòng, bất chấp sự phản đối của Giáo tông Ioannes Paulus II. Ngay sau đó, Tòa Thánh đã ra thông cáo cho biết Tổng giám mục Lefebvre cùng 4 vị tân giám mục bất hợp lệ đã mắc vạ tuyệt thông tiền kết theo giáo luật Công giáo. Đến ngày 10 tháng 3 năm 2009, Giáo tông Benedictus XVI đã giải vạ tuyệt thông 4 vị giám mục do ông truyền chức vào năm 1988.

## Tông truyền
Giám mục Marcel Lefebvre C.S.Sp. được tấn phong giám mục năm 1947, thời Giáo tông Pius XII, bởi:
- Chủ phong: Hồng y Achille Liénart, Giám mục Chính tòa Lille
- Hai giám mục phụ phong: Giám mục Jean-Baptiste Fauret C.S.Sp., Giám mục Hiệu tòa Araxa, Đại diện Tông tòa Địa phận Pointe-Noire và Giám mục Alfred-Jean-Félix Ancel C.S.Sp., Giám mục Hiệu tòa Myrina, Giám mục phụ tá Tổng giáo phận Lyon.